# Lee Nan-young
Lee Nan-young (이난영?, 李蘭影?, I Nan-yeongLR), pseudonimo di Lee Ok-rye (이옥례?, 李玉禮?, I Ok-ryeLR; Mokpo, 6 giugno 1916 – Seul, 11 aprile 1965), è stata una cantante sudcoreana. Nel 1935 pubblicò una delle canzoni più popolari del periodo coloniale coreano, Tears of Mokpo, che vendette oltre 50.000 copie e stabilì gli standard della musica trot a livello di ritmo, tempo e tecnica vocale.

## Biografia

### Infanzia e primi anni
Lee Nan-young nacque a Mokpo il 6 giugno 1916, secondogenita di Lee Nam-soon e Park So-ah; aveva un fratello maggiore di due anni, Bong-ryong. Il suo nome proprio era Ok-rye, ma sul registro di famiglia venne registrata come Ok-sun. Nel 1923 iniziò a frequentare la Mokpo Girls' Public General School, tuttavia non completò gli studi, ritirandosi nel 1929 perché la sua famiglia non era nelle condizioni economiche di sostenere la retta: lavorò quindi come operaia in un cotonificio. Nel frattempo, intorno al 1926 si avvicinò alla musica quando, non sopportando l'alcolismo del padre, se ne andò di casa e visse per due anni con la madre e il fratello sull'isola di Jeju: qui venne assunta per cantare gli interludi tra uno spettacolo e l'altro al teatro Changsimgwan, che dovette lasciare quando vi scoppiò un incendio.

### Debutto

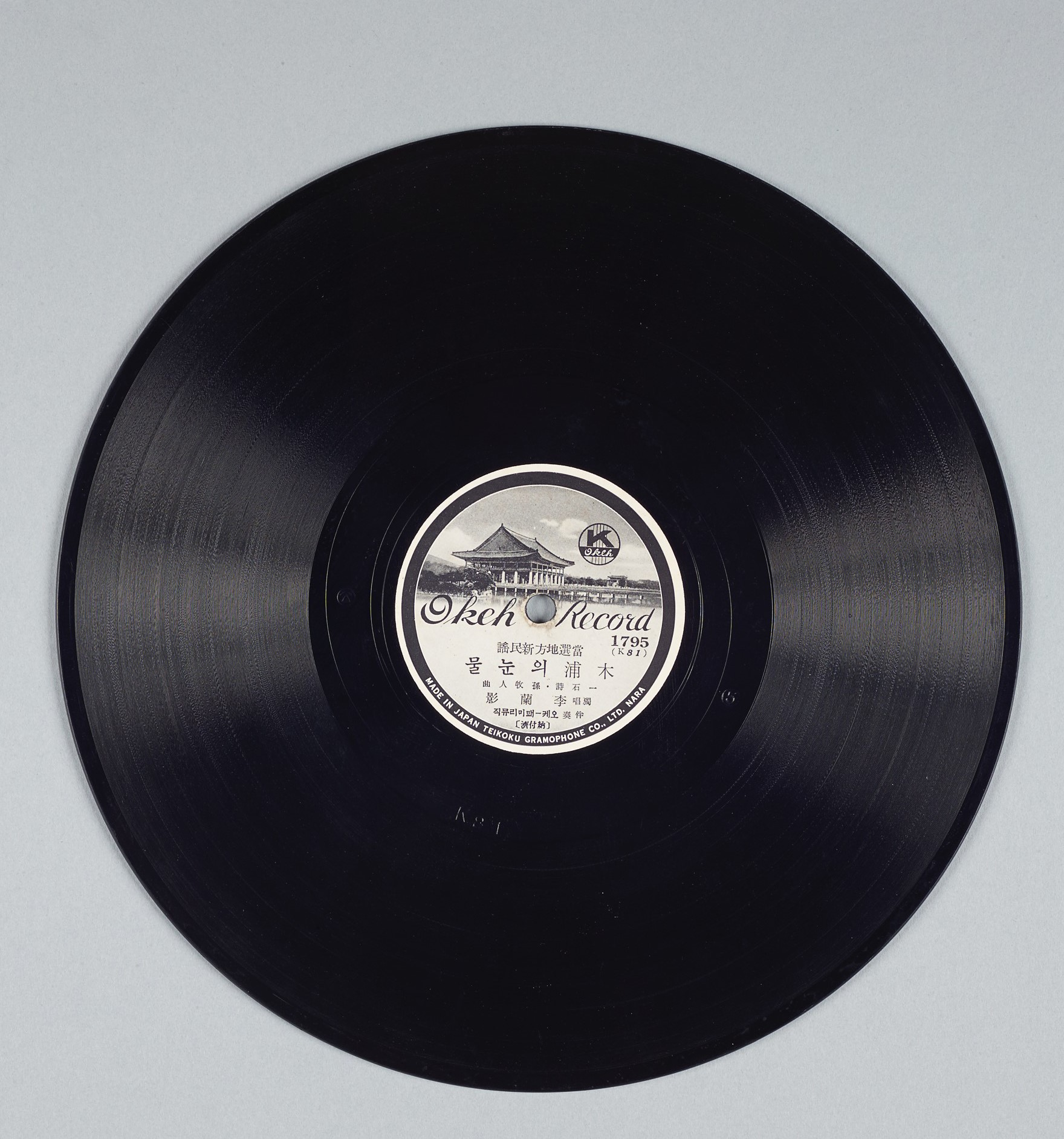
Disco in vinile di Tears of Mokpo.

Lasciata Jeju, Lee diventò un membro speciale della troupe del Teatro Samcheolli, con cui andò in tour per le province coreane finché, desiderando fare la cantante, nel settembre 1932 cercò e ottenne un posto nella troupe del Teatro Taeyang. Inizialmente si occupò delle commissioni e del bucato degli attori, mentre in un secondo momento poté calcare il palco, adottando lo pseudonimo di Lee Nan-young. Venne quindi notata da un dipendente della Okeh Records, che la scritturò e lanciò la sua carriera nel 1934 con il pezzo Nostalgia. Il successo arrivò l'anno successivo con Tears of Mokpo: il brano venne scelto dalla Okeh Records tra le canzoni presentate a un concorso indetto dal Chosun Ilbo e parla di una donna che aspetta il suo amato, giurandogli fedeltà. Siccome il testo poteva essere interpretato come nazionalista, i suoi autori vennero indagati dalla polizia giapponese (all'epoca, infatti, la Corea era una colonia del Giappone) ma assolti. L'episodio fece vendere a Tears of Mokpo ancora più copie. Lee apparve quindi nel primo film musicale coreano, Norae Joseon, e fu musicalmente attiva in Giappone con lo pseudonimo di Oka Ranko (岡蘭子?).
Il 24 dicembre 1936 sposò il cantante, compositore e polistrumentista Kim Hae-song, da cui ebbe nove figli, sette dei quali sopravvissero alla nascita (quattro maschi e tre femmine). Nel 1939 andò in tour per la Corea, il Giappone, la Manciuria e il Jiandao insieme alla Joseon Music Troupe formata dagli artisti della Okeh Records, ed entrò a far parte delle Jeogori Sisters, il primo girl group coreano, insieme ad altre due star, Lee Hwa-ja e Park Hyang-rim. Dopo il raggiungimento dell'indipendenza della Corea dal Giappone nel 1945, Lee, insieme al marito, fu membro attivo della KPK Orchestra, un gruppo di artisti dedito all'operetta, con cui interpretò ruoli maschili come Romeo in Romeo e Giulietta e Don José in Carmen. Il 25 giugno 1950 scoppiò la Guerra di Corea, durante la quale Kim Hae-song venne catturato dalla Corea del Nord, dove morì in circostanze sconosciute. Rimasta vedova, Lee lo sostituì nella gestione della KPK Orchestra, che ribattezzò Lee Nan-young Orchestra, ma non riuscì a tenerne alta la popolarità. Fondò quindi due gruppi composti dai propri figli, le Kim Sisters e i Kim Boys (o Kim Brothers).

### Ultimi anni e morte
Nel 1959 le Kim Sisters si trasferirono negli Stati Uniti, dove proseguirono la loro carriera; Lee rimase in Corea, dove aveva una relazione con il collega Nam In-su, il cui decesso nel 1962 le provocò una forte depressione. Le figlie la convinsero quindi a trasferirsi negli Stati Uniti: si esibirono insieme per otto mesi da Chicago alle Hawaii, dopodiché Lee tornò in Corea, dove si dedicò al gruppo musicale formato dai suoi figli, i Kim Boys, che nel novembre 1963 esordirono negli Stati Uniti con il nome di Kim Brothers. Morì intorno alle 6 del mattino dell'11 aprile 1965 nella sua casa a Seul, ufficialmente d'infarto, anche se non è stato escluso il suicidio.
Nel 1968 a Mokpo venne lanciata in suo onore la prima edizione del Nan-young Song Festival, e l'anno successivo fu eretto un monumento memoriale sul monte Yudal nella sua città natale. Nel 2006 i suoi resti furono cremati e spostati da Paju a Mokpo nel Parco Lee Nan-young, sotto un albero a lei dedicato.

## Stile musicale
Prima dell'indipendenza della Corea, il repertorio di Lee consisteva di pezzi jazz e swing su cui improvvisava liberamente lo scat, ed è esemplificato da tre canzoni che pubblicò tra il 1939 e il 1940: Dream of Sea, Red Sleeves of the Port e Blue Dream at a Dabang, quest'ultima influenzata anche dal blues. Dopo l'indipendenza, cantò quasi esclusivamente musica trot indossando un hanbok. Le sue armonie raggiungevano i 4500 Hz e copriva due ottave e mezza, con toni tra 250 e 1500 Hz.